# Аверкий Зографски
Аверкий Зографски е български духовник, деец на Българското възраждане в Македония.

## Биография
Аверкий е монах в българския светогорски Зографски манастир. Става управител на солунския метох на манастира. В Солун е един от най-активните членове на Солунската българска община. Иван Снегаров го определя като ценен сътрудник на общината и като връзка с Екзархията - наблюдавал внимателно развитието на българското съзнание в солунския вилает, давал на Екзархията сведения за униатството и за гръцките владици и съветвал какви действия са необходими. Като начин да се насърчат солунските българи да се откъснат от гръцката патриаршия, както и от униатството, Аверкий настоява да се действа пред турското правителство за включване на един българин в солунския ираде-меджлиси – предложение, разгледано от Светия синод, при което е решено да се говори с министъра на външните работи. Аверкий настоява и да се помогне на солунските българи за закупуване на парцел в квартала Вардарска порта за строителство на параклис. Предполага се, че под влияние на Аверкий и на поп Петър Димитров протосингелът (таксидиот) на Йерусалимския метох за Солунската епархия йеромонах Авраамий, българин по произход, се отказва от Гръцката патриаршия и службата си и моли Екзархията да го приеме в солунското  българско духовенство.
Зографският манастир, вероятно по внушение на Аверкий, възнамерява да открие в Солун българска печатница и подкрепя парично църковно-училищното дело на солунските българи.
Аверкий Зографски е най-големият дарител за създаването на българската църква „Св. св. Кирил и Методий“ в Солун – дарява 5600 зл. гр. за закупуването на постройка, в която в 1873 година се открива българския параклис.